# Pieter Mulier starší
Pieter Mulier starší, také Pieter Mulier I. (kolem 1610, Haarlem – 1659, Haarlem), byl nizozemský malíř se specializací na mariny.

## Život a dílo
Narodil se kolem roku 1610 v Haarlemu. Podle RKD (Nizozemského institutu dějin umění) se oženil v roce 1635. Díky tomuto datu se odhaduje, že mu v době svatby mohlo být asi 20 let, tak se mohl narodit kolem let 1610-1615. Z oddacího listu je také známo, že nevěsta i ženich pocházejí z Haarlemu. V roce 1638 se stal členem haarlemského uměleckého spolku Cech svatého Lukáše a o dva roky později byl zapsán učeň.
Je znám jako malíř krajinář, maloval italskou krajinu a pohledy na moře ve stylu Simona de Vliegera a Jana van Goyena. Malířskému umění učil i svého syna Pietera Muliera mladšího a také Franse de Hulsta. Oficiálně podal úřední žádost k povolení prodeje obrazů. Lze jej charakterizovat jako malíře specializovaného na námořní scény. Jeho díla většinou zobrazují deštivé počasí, rozbouřené moře nebo výhledy na pláž. Jako jeden z mála mořských malířů maluje ve formátu na výšku - bouřlivé moře s vysokými mraky. Je řazen k takzvané „Šedé škole“ tonalismu společně s Janem Porcellisem a Simonem de Vliegerem. Pro jeho malířský styl je typický uvolněná ruka s viditelnými stopami štětce. Jeho práce podepsané P_M_L zobrazují jednoduchá témata, která vynechávají detaily. Zvláštní atmosféru jeho tvorby vytváří souhra slunečního světla a mraků a jejich odraz na vodě.
Dne 26. května 1659 byl pohřben v Groten Kerku v Haarlemu.

## Galerie

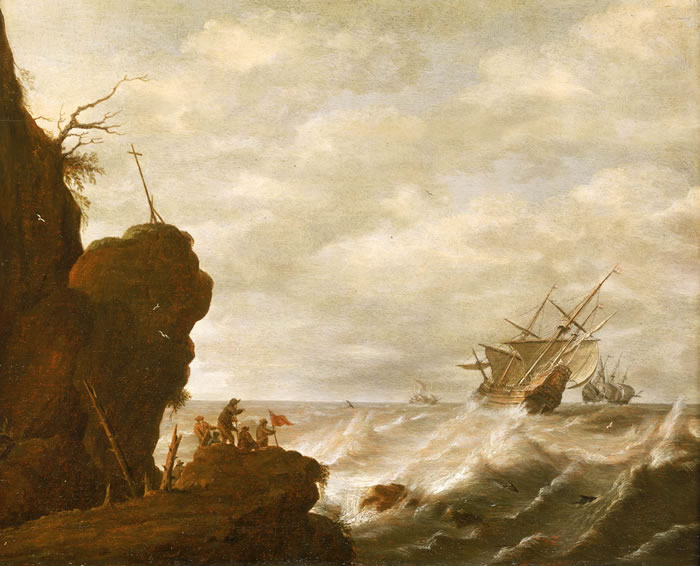
A Dutch Ship in a Breeze off a Rocky Coast, asi 1640
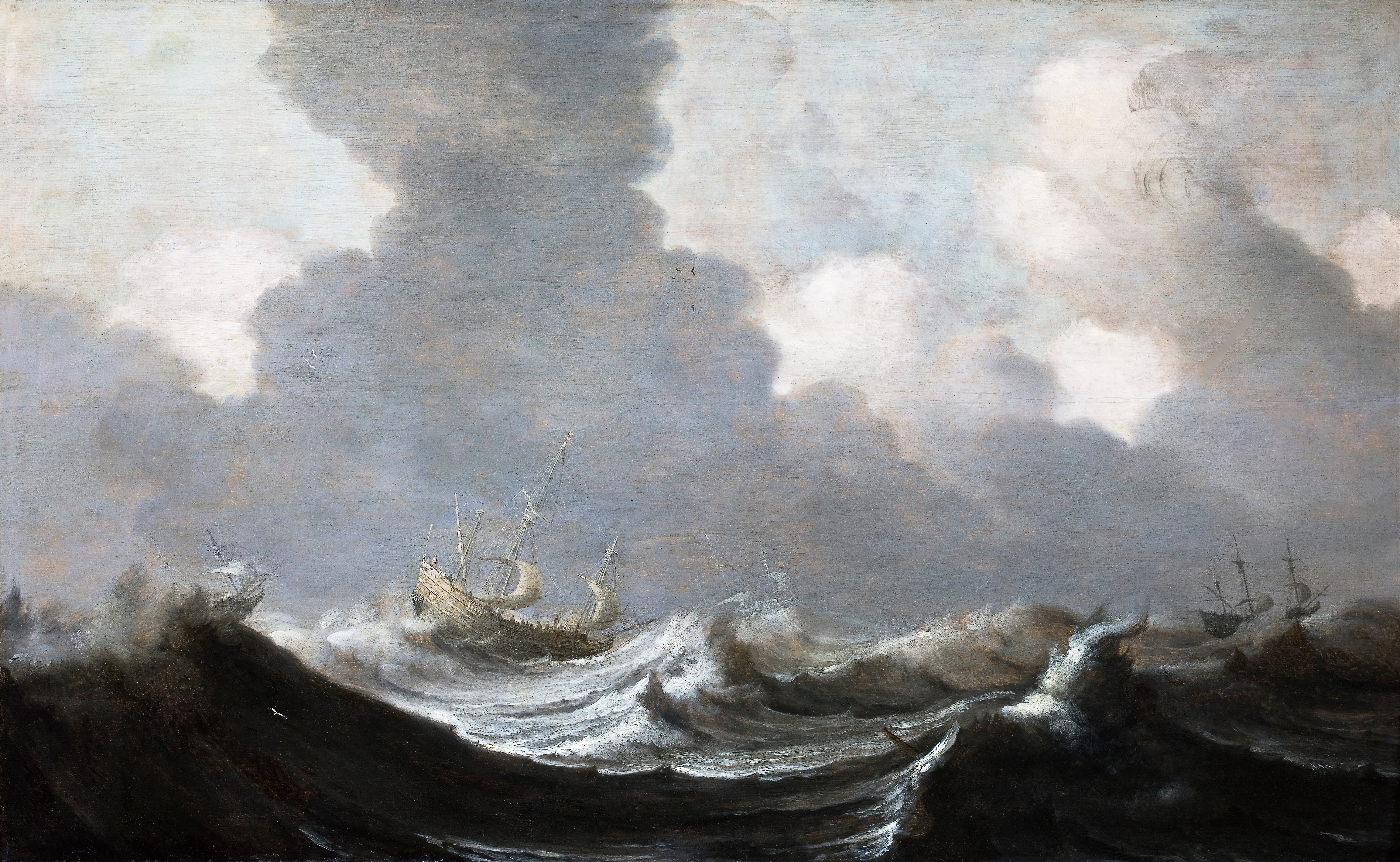
Four Vessels Running Before a Gale, 1630
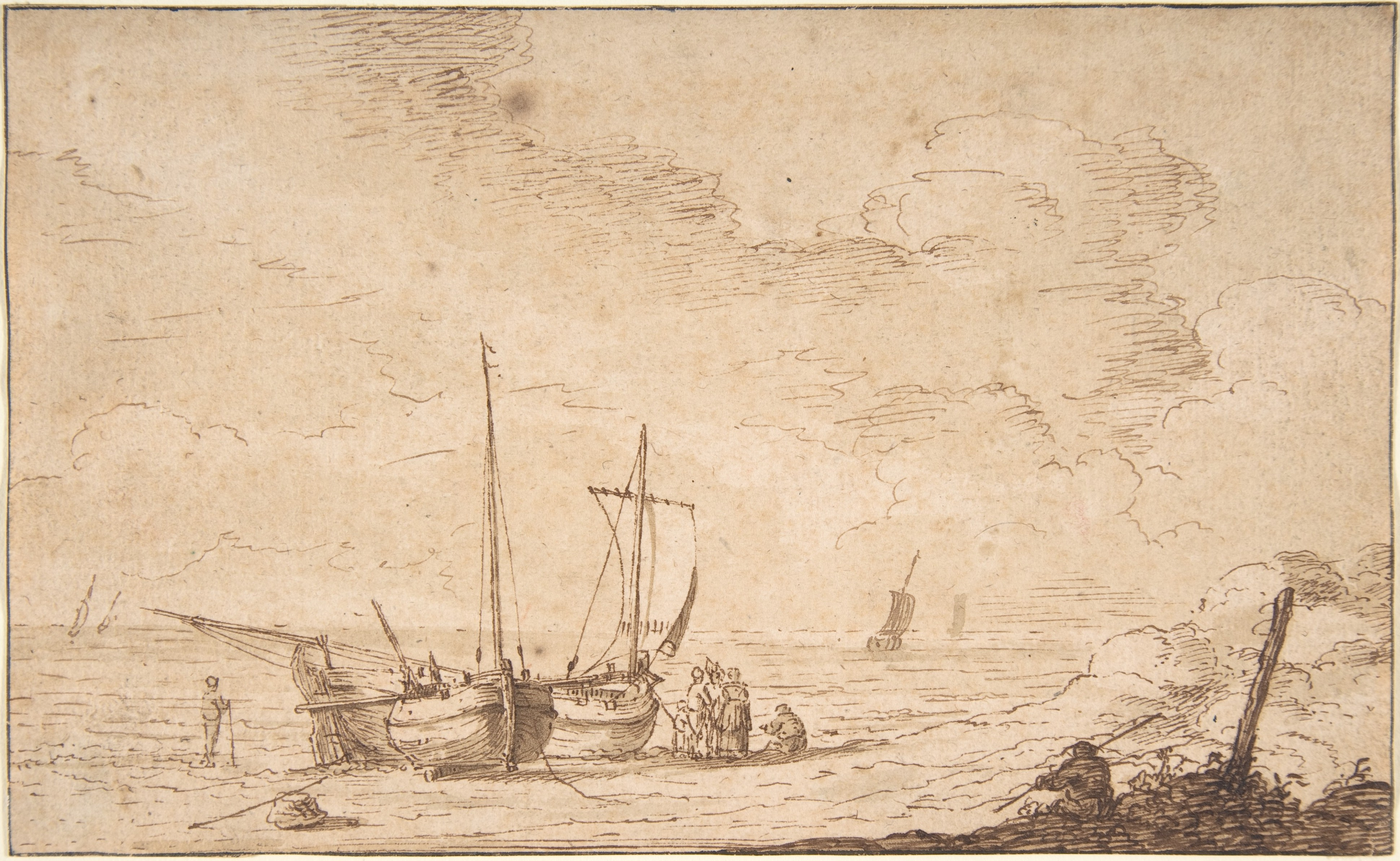
Beach Scene with Boats
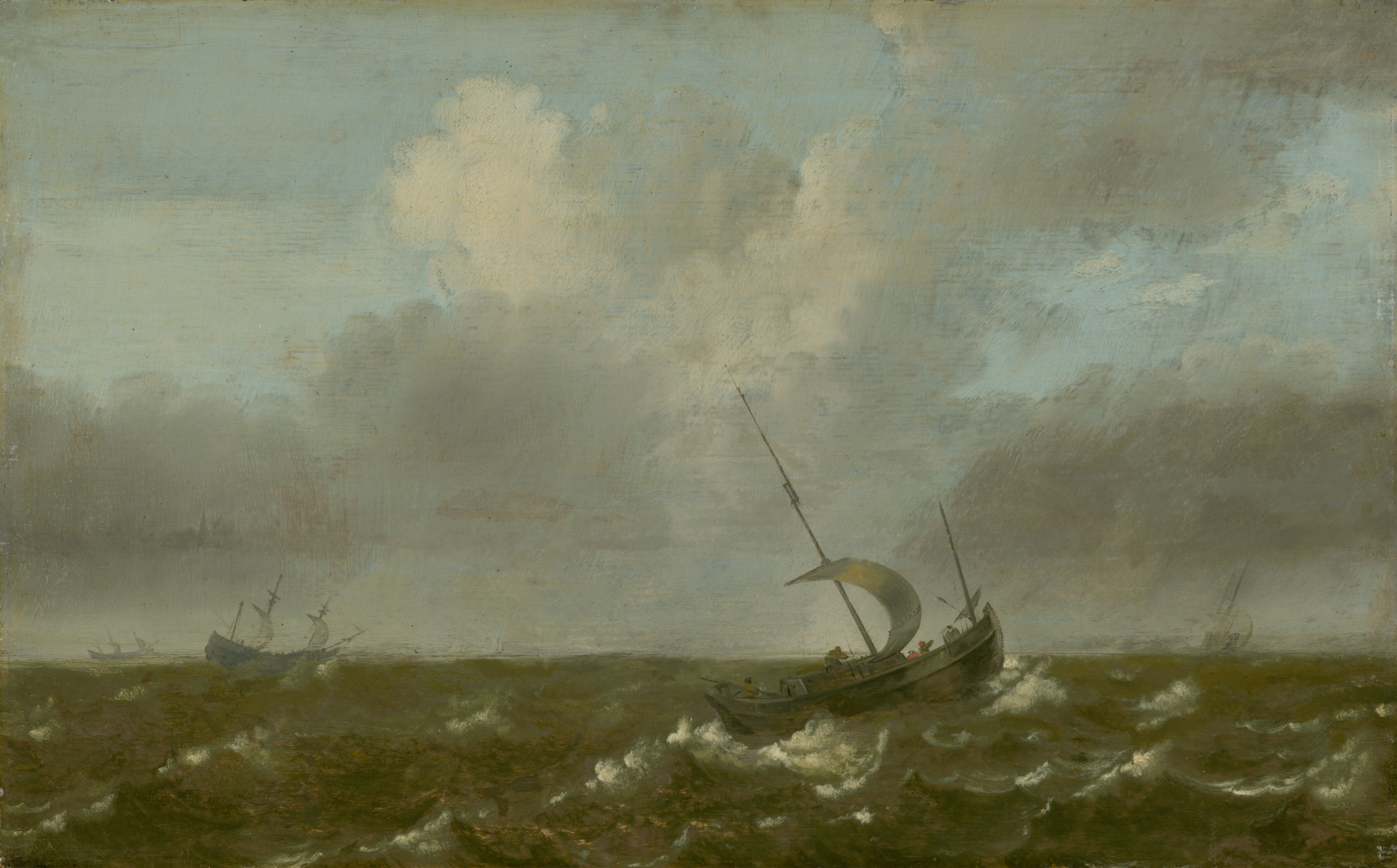
Plachetnice na rozbouřeném moři, asi 1650, Slovenská národní galerie
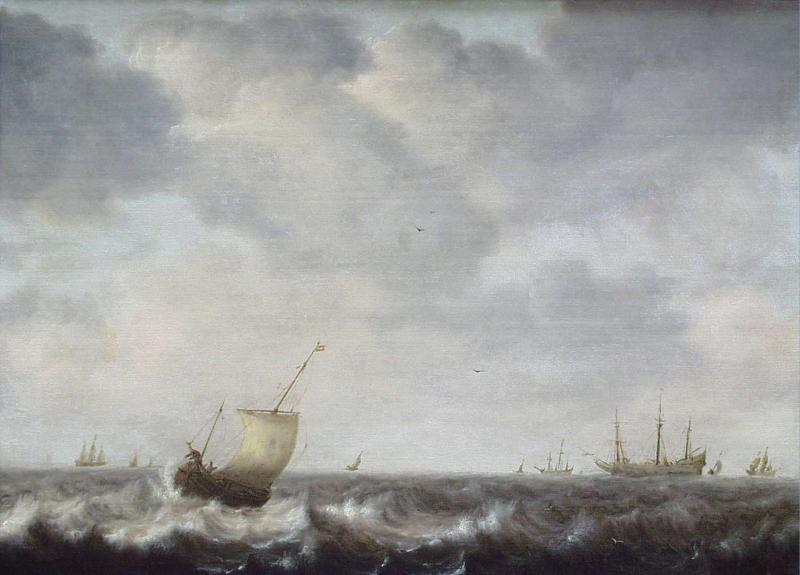
Turbulent Sea
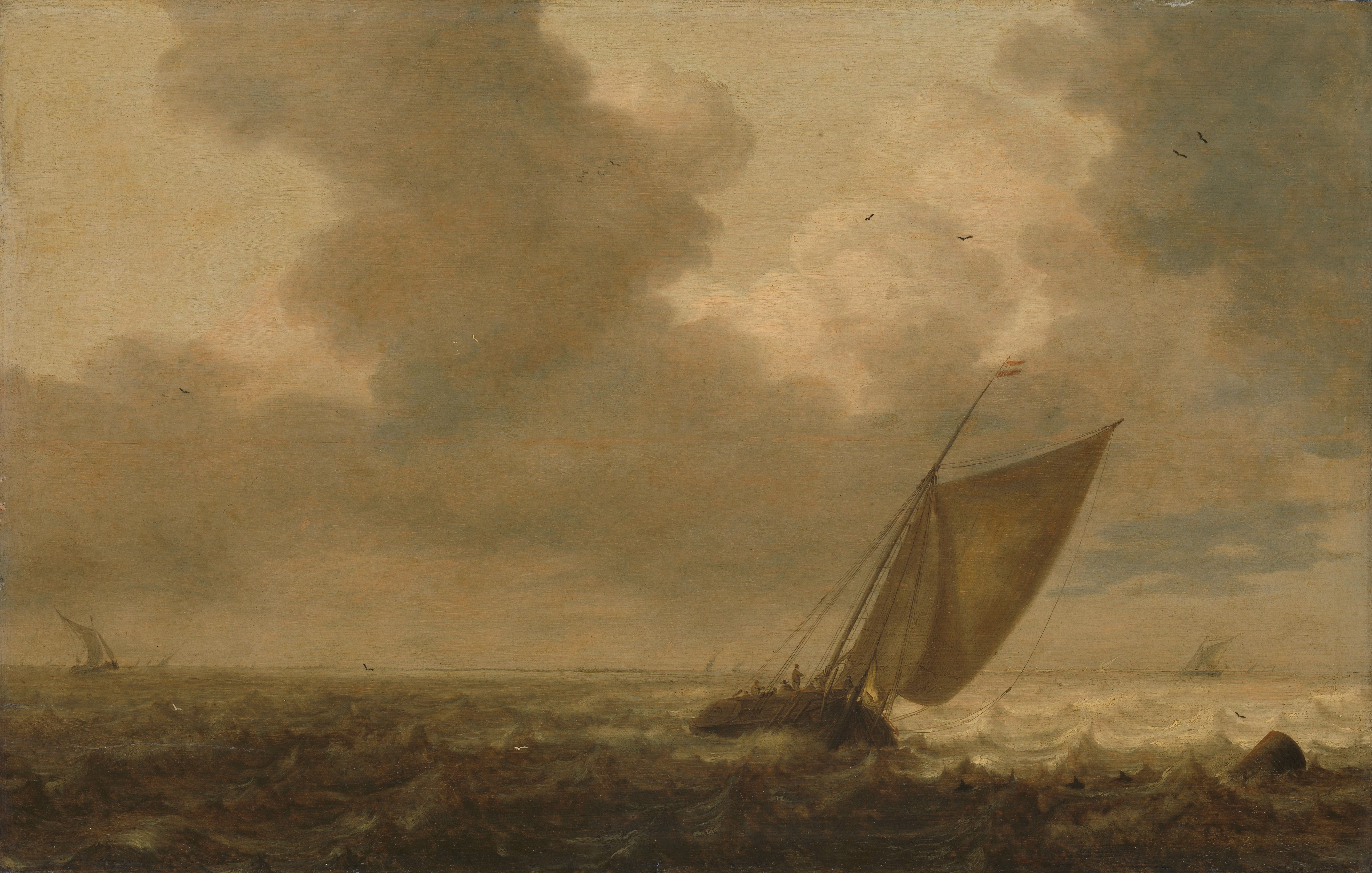
Vissersboot zeilend voor de wind, 1625-1640
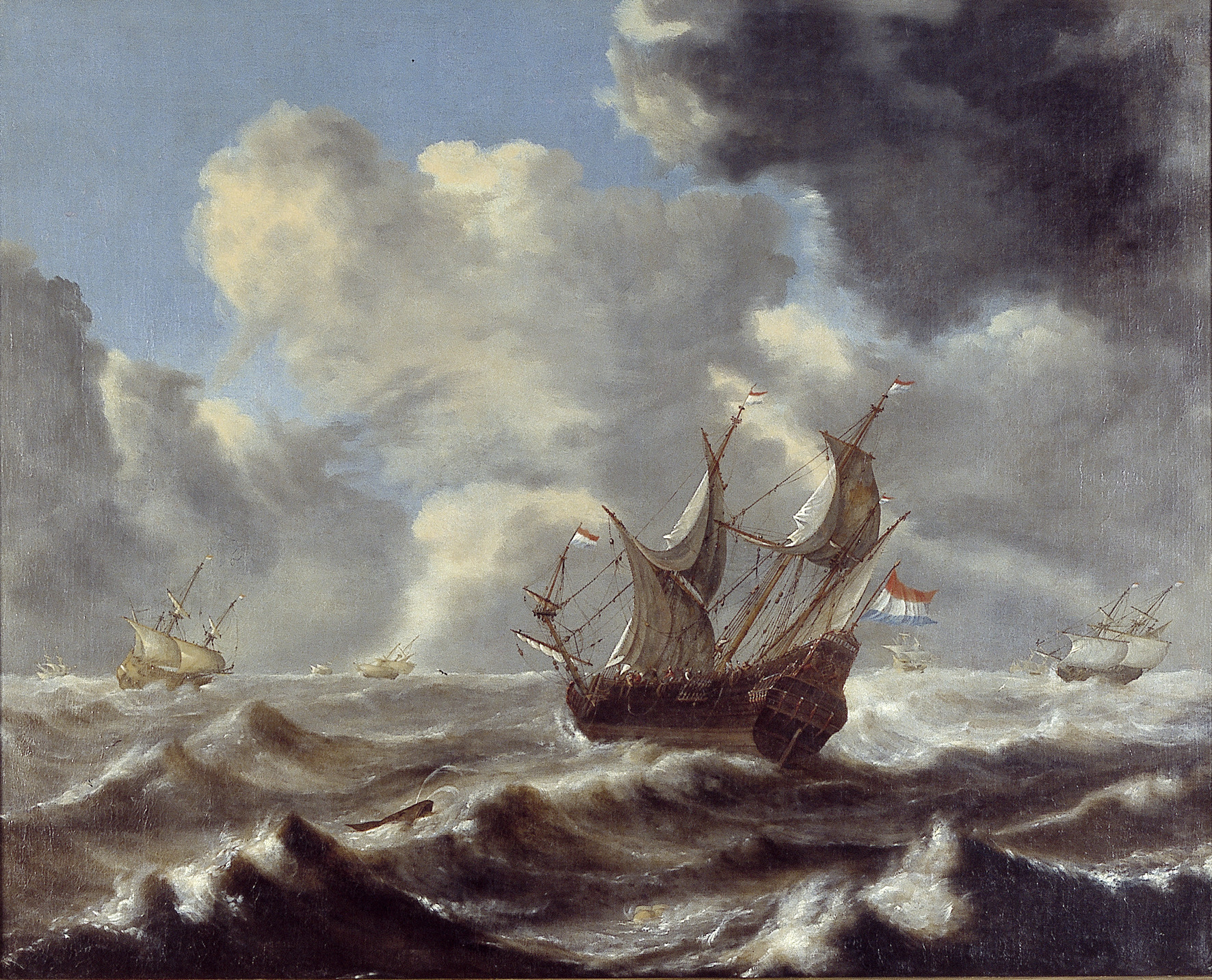
Zeilschepen op een woelige zee, 1635-1659
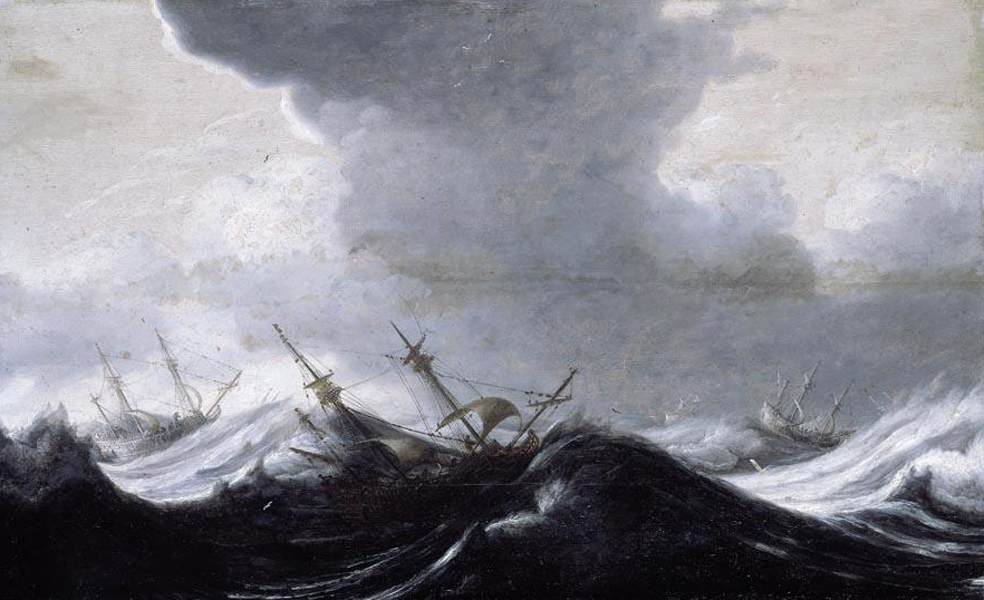
Dutch Shipping in Heavy Seas
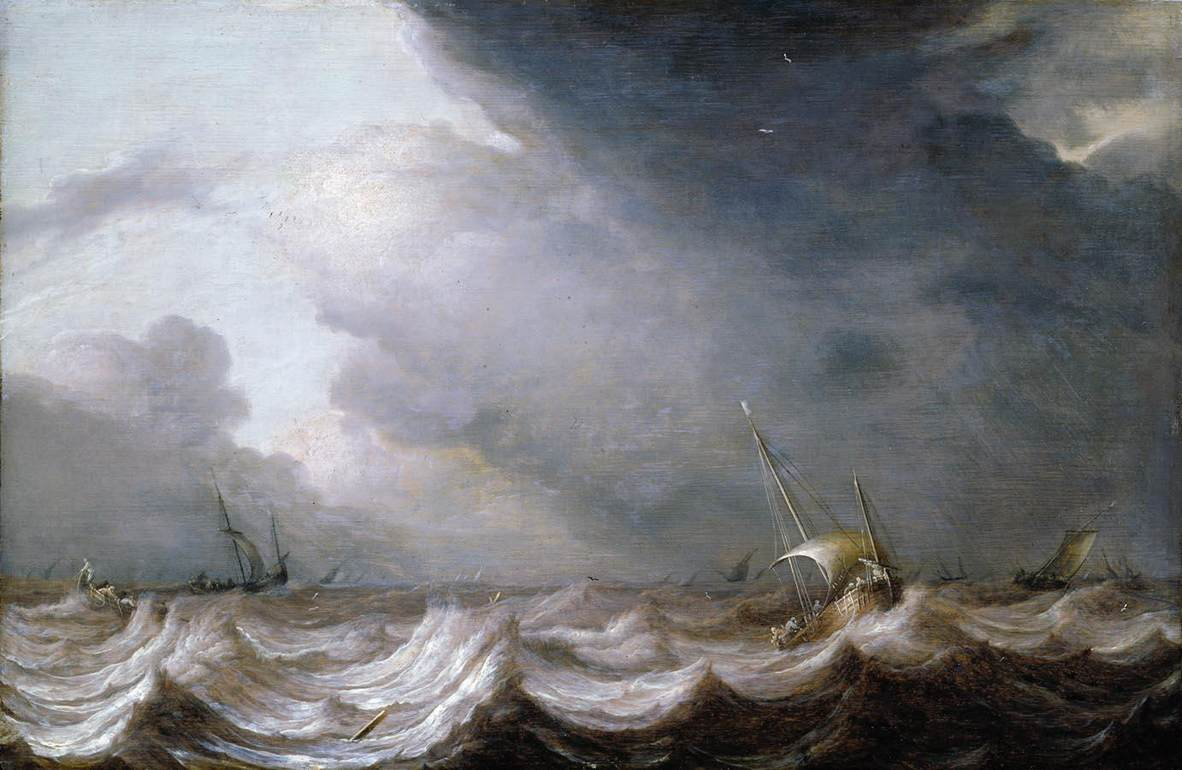
Dutch Vessels at Sea in Stormy Weather
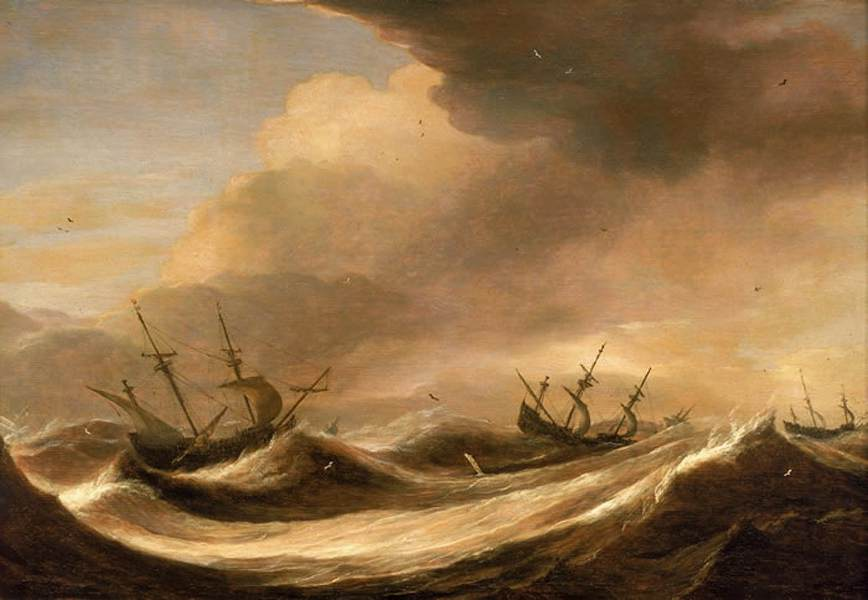
Ships in a Heavy Sea Running Before a Storm, asi 1640